# Гавриил Саричев
Гавриил (Гаврила) Андреевич Саричев (на руски: Гавриил Андреевич Сарычев) е руски полярен изследовател и хидрограф, географ и пътешественик, океанограф, адмирал (1829). Почетен член на Санктпетербурската академия на науките, основател на полярната археология, писател.

## Произход и младежки години (1763 – 1785)
Роден е през 1763 година в Санкт Петербург, Руска империя, в семейството на благородник. През 1778 завършва Морския кадетски корпус, след което служи като гардемарин в Балтийския флот. Извършва плавания в Северно, Норвежко, Бяло и Средиземно море.

## Експедиция в Североизточна Азия и Аляска (1785 – 1792)
От 1785 до 1792 участва в експедицията на Джоузеф Билингс в Сибир и Далечния Изток, която трябвало да изследва крайбрежието на Северния ледовит океан на изток от устието на Колима и да установи възможността за морско пътуване покрай бреговете на Сибир до Тихия океан.

### Пътешествия в Североизточна Азия (1785 – 1790)
От януари до март 1786 година, от Якутск преминава до Оймякон, а оттам по река Охота се спуска до Охотск. Наблюденията по време на пътуването му позволяват да състави първата орографска схема на района, като покрай десния бряг на река Алдан отбелязва три планински хребета и вярно определя тяхното меридионално простиране.
От юли до септември 1786 година, се изкачва обратно по Охота до Оймякон, пресича хребета Тас-Кистабит, река Нера (десен приток на Индигирка), а след още 100 км и високия и гол хребет Улахан-Чистай, широк едва 20 км. След няколко дневни прехода пресича река Мома (десен приток на Индигирка) и по долината на река Зирянка пресича Момския хребет и на 14 септември достига до Верхнеколимск, където зимува. По този начин Саричев слага началото на откриването на планинската система Черски, която 105 години по-късно е изследвана от геолога Ян Черски и кръстена на негово име.
През 1787 година, участва в трите неуспешни опита на Джоузеф Билингс да заобиколи от север Чукотския п-ов, като от проведените астрономически наблюдения установява, че бреговете на ползваните от тях карти са изобразени на 200 км северно от истинското им положение. Около нос Голям Баранов Саричев извършва археологически разкопки и открива жилища на древни ловци. Обръща внимание на малките и нерегулярни колебания на нивото на морето и поведението на ледовете и в резултат на тези наблюдения стига до извода, че на север би трябвало да се намира голяма земя, като тези негови твърдения се потвърждават по-късно с откриването на остров Врангел.
От 28 септември до 24 ноември 1787 година, от Среднеколимск преминава на запад през Колимската низина, горното течение на Алазея, Алазейското плато и на 10 октомври при много големи студове достига до Индигирка при устието на десния ѝ приток Бадяриха (68º 20` с.ш.). Изкачва се по Индигирка до изхода ѝ от планините (67º 30` с.ш.), пресича планинската система Черски и на 30 октомври достига до Яна. Проследява цялото течение на река Сартанг (дясна съставяща на Яна), пресича Верхоянския хребет, спуска се по река Тукулан (десен приток на Алдан) и на 24 ноември 1787 достига до Якутск. По планините и низините на Якутия Саричев изминава над 3000 км на коне, елени, кучешки впрягове и пеша. Той не прави никакви научни изводи от своите наблюдения, но с пълно право може да се счита за първооткривател на планинската система Черски и пръв изследовател на Верхоянските планини.
През април 1789 година, за осем дни с лодка, изследва западния бряг (около 450 км) на Охотско море от Охотск до устието на река Улкан, като открива заливите Федот и Фьодор (56º 32` с.ш.) и изследва залива Алдома (56º 50` с.ш.).
През есента на 1789 година, на новопостроения кораб „Слава России“ на път от Охотск за Петропавловск Камчатски, Джоузеф Билингс и Саричев откриват в Охотско море остров Свети Йона (56°24′ с. ш. 143°23′ и. д. / 56.4° с. ш. 143.383333° и. д.).

### Плавания до Аляска (1790 – 1792)
От май до октомври 1790 година, Саричев плава на кораба „Слава России“ до Аляска под командването на Джоузеф Билингс.
На 16 май 1791 двамата отново се отправят в плаване на изток към остров Уналашка, а от там на 8 юли, на северозапад към остров Свети Матвей и го достигат на 14 юли. На северозапад от него Саричев открива остров Хол (60°40′ с. ш. 173°06′ з. д. / 60.666667° с. ш. 173.1° з. д., 16 км2) и протока Саричев между тях. След това експедицията се насочва на север, на 20 юли достига до остров Сейнт Лорънс и оттам продължава на североизток към американския бряг, на южното крайбрежие на п-ов Сиуърд (Seward). На 31 юли корабът минава покрай остров Слейдж (64°29′ с. ш. 166°13′ з. д. / 64.483333° с. ш. 166.216667° з. д.), на 1 август – покрай остров Кинг (64°58′ с. ш. 168°04′ з. д. / 64.966667° с. ш. 168.066667° з. д.) и навлиза в Беринговия проток. На следващия ден мореплавателите лавират около и о-вите Диомид и на 4 август корабът хвърля котва в залива Лаврентия на Чукотския бряг, където Билингс сдава командването на Саричев и се отправя в изследване на Чукотка.
На 29 август „Слава России“ се връща на остров Уналашка, където екипажът провежда зимуване. През октомври 1791 Саричев изпраща с лодка сержанта геодезист Худяков да опише островите, лежащи източно от Уналашка. В началото на 1792 той открива малка група острови покрай северозападното крайбрежие на п-ов Аляска, които по-късно са наречени на негово име о-ви Худяков (55°25′ с. ш. 163°09′ з. д. / 55.416667° с. ш. 163.15° з. д.).
През февруари и март 1792 с лодка Саричев прави подробно картиране и изследване на западното крайбрежие на остров Уналашка, а на 16 май корабът вдига платна и се завръща в Петропавловск Камчатски.
Резултатът от тези седемгодишни изследвания е издадената от него книга и атлас: „Путешествие флота капитана Сарычева по северо-восточной части Сибири, Ледовитому морю и Восточному океану...“ (ч. 1 – 2, с атлас, 1802, 2 изд., 1952). Изследванията на Саричев не се ограничават само с изработването на географски карти, но съдържат и метеорологични, хидрографски, етноложки, биоложки и астрономически наблюдения, сведения за природата и населението, зарисовка на местности, населени пунктове и заливи.

## Следващи години (1793 – 1831)
От 1802 до 1806 година, извършва хидроложки изследвания в Балтийско море, а от 1808 ръководи всички хидрографски изследвания в Русия.
През 1802 за заслуги към флота е награден с орден „Свети Георги 4-та степен“. През 1803 е повишен в чин контраадмирал и става член на Адмиралтейската колегия. През 1808 става вицеадмирал и член на Адмиралтейския департамент, а през 1809 – почетен член на Петербургската академия на науките.
От 1809 до 1811 участва в поредната Руско-турска война (1806 – 1812) като командва ескадра. През 1826 е назначен за генерал-хидрограф на Главния морски щаб, а през 1827 – главен командир и военен губернатор на Кронщад. На 21 април 1829 става пълен адмирал и до 1830 възглавява Морското министерство.
Умира от холера на 30 юли 1831 в Петербург на 68-годишна възраст.

## Памет
Неговото име носят:
- връх Саричев, на Антарктида;
- връх Саричев, на Нова Земя;
- вулкан Саричев (52°20′ с. ш. 174°08′ з. д. / 52.333333° с. ш. 174.133333° з. д.), на остров Атка, от Алеутските о-ви;
- вулкан Саричев (48°05′ с. ш. 153°12′ и. д. / 48.083333° с. ш. 153.2° и. д., 1446 м), на остров Матуа, от Курилските о-ви;
- нос Саричев (54°36′ с. ш. 164°56′ з. д. / 54.6° с. ш. 164.933333° з. д.), на западния бряг на остров Унимак, от Алеутските о-ви;
- остров Саричев (66°15′ с. ш. 166°06′ з. д. / 66.25° с. ш. 166.1° з. д.), в Чукотско море, на северозападното крайбрежие на Аляска;
- плитчина Саричев, в Балтийско море, Рижки залив;
- проток Саричев (60°36′ с. ш. 173°01′ з. д. / 60.6° с. ш. 173.016667° з. д.), в Берингово море между островите Свети Матвей и Хол;
- селище Саричево (48°04′ с. ш. 153°15′ и. д. / 48.066667° с. ш. 153.25° и. д.), на остров Матуа, от Курилските о-ви.